# Професионална гимназия по електротехника и строителство
Професионална гимназия по електротехника и строителство (с абревиатура: ПГЕС) е гимназия в град Търговище, община Търговище, разположена е на адрес: бул. „Александър Стамболийски“ № 27. Тя е с държавно финансиране. Директор на училището е Иваничка Дянкова.

## История
Училището е основано на 1 септември 2000 г. като Средно професионално–техническо училище по електротехника и строителство на база съществуващите дотогава две училища – Техникум по строителство и СПТУ по машиностроене.

## Специалности
- Геодезия
- Електрически машини и апарати
- Електроенергетика
- Строителство и архитектура
- Конструиране, моделиране и технология на облекло от текстил